# Dalby (Fakse)
Dalby is een plaats in de Deense regio Seeland, gemeente Fakse. De plaats telt 2200 inwoners (2019) en maakt onderdeel uit van de parochie Sønder Dalby (Deens: Sønder Dalby Sogn). Dalby bestaat uit de kernen Dalby-Borup, Kelstrup, Jenstrup, Dalby en Babberup, die gezamenlijk als Dalby worden aangeduid. Tot 2007 behoorde Dalby tot de gemeente Rønnede.

## Geschiedenis
De oudste vermelding van Dalby dateert uit 1360.
De van oorsprong Romaanse kerk van Dalby (Deens: Dalby Kirke) is rond 1100 gebouwd. Omstreeks 1250 werd de kerk in westelijke richting verlengd. Rond 1500 werd onder andere de kapel toegevoegd. De preekstoel dateert uit 1605. Na de reformatie werd het eigendom van de kerk gedeeld tussen de kroon en de lokale adel.  Van 1747 tot 1917 hoorde de kerk bij het landgoed Bregentved. Daarna werd de kerk verzelfstandigd.
De plaats ligt naast de Dalbybakke, een 57 meter hoge heuvel.